# Antonio Tami
Antonio Silvio Giovanni Angelo Tami (Udine, 19 febbraio 1846 – Udine, 12 agosto 1919) è stato un magistrato, funzionario e politico italiano.
Laureato a Padova nel 1869 entra nello stesso anno in magistratura. Vi rimane fino al 1893, anno in cui - chiamato al Ministero di grazia e giustizia - passa dall'ordine giudiziario a quello amministrativo e viene nominato a capo della direzione generale del Fondo per il culto. È stato in seguito consigliere e presidente di sezione della Corte dei conti.